# Myat Kaung Khant
Myat Kaung Khant (* 15. Juli 2000 in Kyonpyaw) ist ein myanmarischer Fußballspieler.

## Karriere

### Verein
Das Fußballspielen erlernte Myat Kaung Khant auf der Myanmar Football Academy. Seinen ersten Vertrag unterschrieb er 2018 in Mandalay beim Yadanarbon FC. Der Verein spielte in der ersten Liga des Landes, der Myanmar National League. 2020 wechselte er nach Thailand, wo er einen Vertrag beim Erstligaabsteiger Chainat Hornbill FC unterschrieb. Der Verein aus Chainat spielt in der Saison 2020 in der zweiten Liga, der Thai League 2. Nach zwei Zweitligaspielen wurde der Vertrag Mitte 2020 aufgelöst. Seit 1. Juli 2020 ist er vertrags- und vereinslos.

### Nationalmannschaft
Myat Kaung Khant durchlief die Auswahlmannschaften U20 und U23 der Myanmar Football Federation. Seit 2018 ist er  Bestandteil der myanmarischen Nationalmannschaft.